# Marduk-nadin-ahhe
Marduk-nādin-aḫḫē, v napisih  mdAMAR.UTU-na-din-MU, je bil šesti kralj Druge isinske in Četrte babilonske dinastije, ki je vladal okoli 1095–1078 pr. n. št. Najbolj znan je po obnovitvi Eganunmaha v Uru in lakotah in sušah, ki so spremljale njegovo  vladanje. 

## Življenje
Marduk-nadin-ahhe je bil v sorodu s svojimi tremi predhodniki: njegov oče Ninurta-nadin-šumi je bil tretji kralj, brat Nabu-kudurri-ušur četrti in nečak  Enlil-nadin-apli peti. Slednjemu so se uprli, ga odstavili in ubili. Rekonstruiran odlomek v Walkerjevi Kroniki opisuje, kako je Enlil-nadin-apli odšel na pohod v Asirijo, domnevno zato, da bi osvojil sam Ašur, Marduk-nadin-ahhe in plemiči pa so se medtem uprli. Na povratku "v svojo deželo in mesto so ga z m[ečem] ubili".
Njegovi odnosi z asirskim dvojnikom Tukulti-apli-Ešarro so bili sovražni, zato je že kmalu po začetku svojega vladanja napadel Asirijo in v Ekalatu, oddaljenem okoli trideset milj od Ašurja,  zaplenil kultna idola Hadada in Šale. Tukulti-apil-Ešarra je na napad odgovoril z več maščevalnimi pohodi v osrčje Babilonije in jih opisal s tipično bombastično retoriko:
"Odkorakal sem v deželo Karduniaš. Osvojil sem mesta Dur-Kurigalzu, Sipar iz Šamaša, Sipar iz Anunituja, Babilon in Upi, veliko svetišče Karduniaš, vključno z njihovimi trdnjavami. Pobil sem jih v velikem številu. Naropal sem ogromen plen. Osvojil sem babilonske palače, ki so pripadale Marduk-nadin-ahheju, kralju Karduniaša, in jih zažgal z ognjem. Dvakrat sem postavil vrsto bojnih voz proti Marduk-nadin-ahheju, kralju Karduniaša, in ga premagal."
— Tukultī-apil-Ešarra, napis na zgradbi, vrstice 37 do 40
Sinhronistična zgodovina omenja, da so bile bitke najprej "pri Spodnjem Zabu, nasproti Ahizuhine, v drugem letu pa je premagal Marduk-nadin-ahheja pri Gurmarritu, ki je gorvodno od Akada." Čeprav je "Ugarsallu (takoj južno od Malega Zaba), je plenil vse do Lubde (ki se nahaja na območju Arrafa). Vladal je vsem delom Suhuja (v srednji dolini Evfrata) do Rapikuja (južna meja Asirije)." Ti kraji so na obrobju Babilonije, zato so bili idoli lahko vrnjeni šele stoletja kasneje:
"Po  418 letih sem jih vzel Babiloncem in v njihova svetišča vrnil Hadada in Šala, bogova   Ekallateja, ki ju je Marduk-nadin-ahhe, kralj Babilonije odnesel v Babilon v času Tukultī-apil-Ešarre, kralja Asirije."
— Sennaherib Asirski, opis njegovega uničenja Babilona 1 KiIsleva 689 po petnajst mesecih obleganja

### Kuduruji
Obstoj Marduk-nadin-ahheja potrjuje sedem kudurrujev, dva napisa na zgradbah, štiri luristanska bronasta bodala, od katerih je eno "pripadalo kraljevemu častniku Šamaš-killaniju", sumerski napis na bakrenem valju, in še neobjavljen popis oblačil.
Kudurruji so pokazatelji poslovanja z nepremičninami v severni Babiloniji. V prvo leto njegovega vladanja spada kudurru, ki ga je izdal Aradsu, sin Rišnunaka. Kralj z njim osvobaja prisilnega dela  prebivalce ob ustju kanala Slmani. Drug kudurru podeljuje zemljo nekemu Adad-zer-ikišiju v zahvalo za njegova prizadevanja v boju proti Asircem in je datiran v 10. leto njegovega vladanja. Ena od prič je bil Abullu-tetaparau, sin babilonskega kralja. Kudurru, datiran v 13. leto njegovega vladanja, potrjuje lastništvo sedmih GUR orne zemlje nekemu Ikišii-Ninurti iz mesta Opis.
Kudurru, datiran osem mesecev prej v istem letu, podeljuje dva GUR obdelovalne zemlje usnjarskemu delavcu Iddin-Ninurti. Pričalo je sedem kraljevih uradnikov: Iriba-Ištaran, guverner Isina, Babilaiu, komornik, Eulmaš-šakin-šumi, maršal, Marduk-andulli, vezir,  Enlil-mukin-apli, komandant, Ea-kudirri-ibni, guverner province, in  Nabu-nadin-ahhe, nadzornik skladišča. Ker se je to zgodilo v  Kar-Bel-matatiju, mestu verjetno v bližini Babilona, se domneva, da so bili priče njegovi dvorjani, ki so ga spremljali na potovanjih.   V prvem letu Marduk-nadin-ahhejevega vladanja sta bila na omenjenih položajih samo  Babilaiu in Nabu-nadin-ahhe.
Kudurru je listina, s katero je Marduk-našir dobil zemljo od Amel-Enlila, sina of Hanbija, in zanjo dal voz, sedla, dva osla, vola, žito, olje  in nekaj oblačil.  To je dal Šapiku, sinu Itti-Marduk-balatuja, sinu Ared-Ea, kot zemljiškemu nadzorniku, ki je verjetno ista oseba kot zadnja priča na kudurruju, datiranem v osmo leto Marduk-nadin-ahhejevega vladanja.

### Kudurruji, datirani v njegovo vladavino
- Amrân ibn ‘Ali, Walters Art Museum, Baltimore[n 1]
- dodelitem zemlje Adad-zer-ikišu[n 4]
- Marduk-naširjev nakup zemlje, Britanski muzej[n 8]
- Aradsu, sin Rišnunaka, je oproščen plačevanja takse, Britanski muzej[n 12]
- potrditev Ikiša-Ninurtovega lastništva zemlje, Narodni muzej Iraka[n 13]
- Warwick (dodelitev zemlje Iddin-Ninurti), Warwickshire Museum[n 14]
- nakup zemlje s sekundarnim napisom Marduk-šapik-zerija, Yale Babylonian Collection[n 15]
- nedatiran kuduru Caillou Michaux, Muzej Louvre

### Drugi viri
Obnovil je Eganunmah v Uru brez očitne spremembe prvotnega načrta kasitskega kralja Kurigalzuja I. ali II. in na severozahodni strani zigurata zgradil "kuhinjski kompleks". V svetišču so našli tri tečaje vrat z napisi.
Marduk-nadin-ahhe bi lahko bil tretji kralj v Prerokbi A, opisan kot uspešen in ploden vladar, ki je vladal osemnajst let. Njegovo vladanje se je končalo v uporu. Eden od kasnejših komentatorjev omenja, da mu je nek Ea-mušallim prinesel astrološko poročilo (ittu ina šamȇ), povezano s sončnim mrkom leta 1090 pr. n. št.:
"Kar se tiče deževja, ki ga je bilo letos tako malo, da ni bilo žetve, je to dober znak za življenje in moč kralja, moj gospod. Morda bo kralj, moj gospod, rekel: »Kje si našel (to)? Povej mi!" V poročilu Ea-mušillima njegovemu gospodu Marduk-nadin-ahheju je zapisano: Če se na nebu pojavi znamenje, ki ga ni mogoče preklicati, in če se zgodi, da dežja postane malo (maqāt zunnē), naj se kralj loti  pohoda proti sovražniku: zmagal bo, kamor koli gre, in njegovi dnevi bodo dolgi."
—  Akkullanu, Asurbanipalov astrolog, LAS 110 + 300, reverz 1 do 11
Na žalost se prerokba ni uresničila. Zdi se, da je kralj izgubil prestol in izginil  (šadâ ēmid) v nemirih, ki so jih povzročili aramejski migranti v Mezopotamijo.  Tja so prišli zaradi strašne lakote,  ki je povzročila celo kanibalizem:  "[....oni so] jedli meso drugih [ljudi] …"

## Opomba
1. ↑  Starejše študije so predvidevale, da je Marduk-kabit-ahhešu, ustanovitelj Druge isinske dinastije, prvih nekaj let vladal sočasno z zadnjim kasitskim kraljem. Nedavne raziskave (Beaulieu, 2018) so pokazale, da ni bilo tako, kar je povzročilo takojšnjo revizijo kronologije kraljev po Marduk-kabit-ahhešuju. Marduk-nadin-ahhejevo vladanje, ki je bilo datirano v leta okoli 1099–1082 pr. n. št., je bilo po Beaulieujevi revidirani kronologiji prestavljeno v leta okoli 1095–1078 pr. n. št. [1]

## Napisi
1. 1 2  Kudurru v  Walters Art Museum, Baltimore, Accession number 21.10.
2. ↑  Babylonian King List C, line 6.
3. ↑  BM 27796 Babylonian Chronicle 25, reverse lines 19 to 26.
4. 1 2 3  BM 90840, objavljen kot BBSt 8.
5. ↑  Synchronistic king list, KAV 216, Ass 14616c, ii 17 and fragment KAV 12, VAT 11338, 5ff.
6. ↑  Weidner’s “Text II”, AfO 18 (1957-58) str. 347ff.
7. ↑  Synchronistic History ii 14-24, preserved in three copies, K 4401a + Rm 854, K 4401b and  Sm 2106.
8. 1 2 3  BM 90841, published as BBSt. VII.
9. ↑  Luristan dagger ME 123060.
10. ↑  Copper Cylinder BM 123124, 61 lines.
11. ↑  Economic text H.S. 157 dated to his fifth year listing clothes brought to Nippur from Babylon by Napsamenni, seer and high priest of Enlil.
12. 1 2  Aradsu, son of Rišnunak, Kudurru BM 90938, published as BBSt 25.
13. 1 2  Kudurru IM 90585, ii 10.
14. 1 2  The Warwick Kudurru, Warwickshire Museum.
15. 1 2  YBC 2154 kudurru.
16. ↑  Obverse ii 2-8.
17. ↑  83-1-18,61 + Ki 1904-10-9,59 [BM 99030].
18. ↑  Assyrian chronicle fragment 4, VAT 10453, 2f.